# Peter Mayle
Peter Mayle, né le 14 juin 1939 à Oxshott (en) (district d'Elmbridge, Angleterre) et mort le 18 janvier 2018 à Aix-en-Provence, est un écrivain britannique installé en Provence, notamment dans le Luberon.

## Biographie
Peter Mayle était cadre dans l’univers publicitaire à New York et Londres avant de s’installer en Provence. C’est dans cette région qu’il commence à rédiger une série de livres sur son expérience avec les habitants de sa nouvelle région d’adoption, dont le premier fut Une année en Provence. Traduits en plus de 17 langues et publiés par NiL Éditions, ses ouvrages sont de vrais best-sellers.

### Un bon cru
Peter Mayle est le plus méridional des Anglais. Dans son ouvrage, Un bon cru, il s’attaque avec malice à la fierté inconditionnelle des Français pour  leurs cépages. Son personnage, Max Skinner, s’aperçoit que son vignoble, en Provence, mérite les services d’un véritable œnologue. Toutefois, il doit se  battre contre cet escroc qui revend  son  vin à un prix exorbitant et sous une fausse appellation.

### Mort
Peter Mayle est mort le 18 janvier 2018 à l'hôpital d'Aix-en-Provence,, où il était soigné depuis quelques jours. Il était installé dans le village de Vaugines.

## Œuvres

### Romans
- Une année en Provence, NiL, 1993 ((en) A Year in Provence, Hamish Hamilton, 1989)  (ISBN 2-84111-009-5)Prix des libraires du Québec 1995
- Provence toujours, NiL, 1995 ((en) Toujours Provence, Alfred A. Knopf, 1991)  (ISBN 2-84111-022-2)
- Hôtel Pastis, NiL, 1996 ((en) Hotel Pastis, Alfred A. Knopf, 1993)  (ISBN 2-84111-043-5)
- Une vie de chien, NiL, 1997 ((en) A Dog's Life, Alfred A. Knopf, 1995)  (ISBN 2-84111-065-6)
- Le Diamant noir, NiL, 1999 ((en) Anything Considered, Alfred A. Knopf, 1996)  (ISBN 2-84111-118-0)
- La Femme aux melons, NiL, 1998 ((en) Chasing Cézanne, 1997)  (ISBN 2-84111-091-5)
- Le Bonheur en Provence, NiL, 2000 ((en) Encore Provence, 1999)  (ISBN 2-84111-152-0)
- Aventures dans la France gourmande, NiL, 2002 ((en) French Lessons, 2001)  (ISBN 2-84111-251-9)
- Un bon cru, NiL, 2005 ((en) A Good Year, 2004)  (ISBN 2-84111-312-4)
- Château l'Arnaque, NiL, 2010 ((en) The Vintage Caper, 2009)  (ISBN 978-2-84111-442-9)
- Embrouille en Provence, NiL, 2013 ((en) The Marseille Caper, 2012)  (ISBN 978-2-84111-663-8)
- Embrouille en Corse, NiL, 2016 ((en) The Corsican Caper, 2014)  (ISBN 978-2-84111-878-6)
- Embrouille à Monaco, NiL, 2017 ((en) The Diamond Caper, 2015)  (ISBN 978-2-84111-893-9)

### Divers
- La Provence à vol d’oiseau, Gründ, 1998 ((en) Provence, Random House, 1994)  (ISBN 2-7000-2521-0)Photographies par Jason Hawkes
- Dictionnaire amoureux de la Provence  (ISBN 2-259-19972-0)
- Confessions d’un boulanger, Points, 2006 ((en) Confessions of a French Baker, 2005)  (ISBN 2-7578-0078-7).

## Décoration
- Chevalier de la Légion d’honneur en 2002[4].

## Œuvres adaptées à l'écran
- Une année en Provence a fait l’objet d’une adaptation pour une série télé au Royaume-Uni.
- Un bon cru a été adapté au cinéma par son ami et voisin de vacances, Ridley Scott, en 2006, sous le titre Une grande année, avec Russell Crowe, Marion Cotillard, Didier Bourdon, … classé comme « comédie romantique »[5].